# Salon international de l'automobile du Canada
Le Salon international de l'automobile du Canada est un salon automobile fondé en 1974, qui se déroule tous les ans à Toronto en février.

## Éditions

### Édition 2020
Du 14 au 23 février 2020
Nouveautés
- Cadillac Escalade V
- Felino cB7R[1]

Restylages
- Kia Niro phase 2[2]

### Édition 2021
Du 12 au 21 février 2021.